# 平川らいあん
平川 らいあん（ひらかわ らいあん）、本名：平川 優樹（ひらかわ ゆうき）は、日本のゲームクリエイター。元タイトー所属。株式会社Megg（ミグ）代表取締役社長。宮崎県宮崎市出身。

## 略歴
宮崎県立宮崎大宮高等学校卒業。高校の文化祭にて劇団モナリ座というコンビを組んで漫才、コントを披露していた。
2001年にハドソン、2002年にタイトーへ入社。オンラインゲームや携帯コンテンツの企画、ディレクションを多数手掛ける。2007年からゲームレコードGPに出演。出演の際には、平川らいあんという名前を使っている。番組内でタイトーから独立したことを公表した。2009年にオープンしたゲームセンターCXの携帯サイトを担当。番組クレジットにも記載されている。総合学園ヒューマンアカデミーにてゲーム・アニメーションカレッジ非常勤講師を務める。2011年から劇団モナリ座2ndというコント劇団を主宰している。
2022年みんなで創る超ゲームコンテスト「コロゲープロジェクト」大賞受賞。

## 作品

### ニンテンドー3DS
- おさわり探偵 小沢里奈 ライジング3 なめこはバナナの夢を見るか?

### スマートフォンアプリ
- 関ヶ原演義 (D2C)
- 戦国修羅SOUL（クリーク・アンド・リバー社）

### 携帯コンテンツ
- イースシリーズ
- エレメンタル ジェレイド
- カオスブレイカー
- ゲームセンターCX
- ダライアス
- チェイスH.Q.
- 電車でGO!
- 賭博黙示録カイジ
- 西村京太郎Vノベル
- レインボーアイランド

## 共編著
- 『ゲームシナリオの教科書 ぼくらのゲームの作り方』川上大典、北野不凡、都乃河勇人、長山豊、ハサマ、米光一成共著（秀和システム・2018年）

- 『ゲームプランとデザインの教科書 ぼくらのゲームの作り方』川上大典、飯田和敏、井上信行、北野不凡、鈴木理香、米光一成共著（秀和システム・2018年）

## 出演

### テレビ
- ゲームレコードGP （2007年9月-2011年2月19日、MONDO21）
- ゲームセンターCX 24時間生放送スペシャル（2009年8月29日-30日）

### インターネット
- ゲーム道場（2011年7月13日-、Ustream）